# 杨晓光
杨晓光（1975年6月—），男，中华人民共和国外交官，现任中华人民共和国驻巴布亚新几内亚独立国特命全权大使。

## 生平
1997年，进入中华人民共和国外交部工作，先后在外交部领事司、驻澳大利亚大使馆、外交部干部司、外交部欧洲司、驻欧盟使团任职。2015年，任驻欧盟使团参赞，后升公使衔参赞。2019年，任外交部欧洲司参赞，担任司领导职务。2021年，任驻英国大使馆公使、首席馆员。2024年7月，出任中华人民共和国驻巴布亚新几内亚大使。

## 家庭
已婚，有两女。